# کفر عایا
کَفرعایا (به انگلیسی: kafr Aya) یک شهر در استان حمص و مکان آن در جنوب شهر حمص قرار دارد. بر پایه آمارهای سال ۲۰۰۴ جمعیت این شهر ۶٬۹۱۸ نفر است.